# Conill roquer
Els conills roquers (Pronolagus) són un gènere de lagomorfs africans. El gènere conté les següents quatre espècies, que no es diferencien gaire entre si:
- Conill roquer de Natal (Pronolagus crassicaudatus)
- Conill roquer de Smith (Pronolagus rupestris)
- Conill roquer de Jameson (Pronolagus randensis)
- Conill roquer de Saunders (Pronolagus saundersiae)